# Jan Oosthoek (voetballer, 1898)
Albert Jan Cornelis Oosthoek (Rotterdam, 5 maart 1898 – aldaar, 8 maart 1973) was een Nederlands voetballer die als middenvelder speelde.
Oosthoek speelde voor Sparta en hij speelde op de Olympische Zomerspelen in 1924 in Parijs tweemaal voor het Nederlands voetbalelftal. Hij kwam in actie in beide duels (1-1 en 1-3) om de bronzen medaille tegen Zweden waarna Nederland als vierde eindigde.